# Salt (album)
Salt – debiutancki album studyjny amerykańskiej piosenkarki Lizz Wright, który wydano 13 maja 2003.

## Lista utworów
1. „Open Your Eyes, You Can Fly” (Chick Corea, Potter) – 5:07
2. „Salt” (Wright) – 3:25
3. „Afro Blue” (Brown, Santamaria) – 5:51
4. „Soon As I Get Home” (Smalls) – 4:26
5. „Walk with Me, Lord” (traditional) – 4:06
6. „Eternity” (Wright) – 3:35
7. „Goodbye” (Jenkins) – 3:57
8. „Wokaliza Rachmaninowa/End of the Line” (Siergiej Rachmaninow/Edmonson, Medley) – 4:33
9. „Fire” (Wright) – 4:15
10. „Blue Rose” (Banks, Wright) – 4:06
11. „Lead the Way” (Blade) – 4:23
12. „Silence” (Wright) – 2:42

## Twórcy
- Lizz Wright – wokal
- Myron Walden – klarnet basowy, saksofon altowy
- Chris Potter – saksofon sopranowy
- Derrick Gardner – trąbka
- Vincent Gardner – puzon
- Brian Blade – steel-string acoustic guitar, perkusja
- Adam Rogers – steel-string acoustic guitar, gitara elektryczna, bottleneck guitar
- Kenneth Banks – fortepian, organy Hammonda, Fender Rhodes
- Jon Cowherd – fortepian, Fender Rhodes
- Danilo Pérez – fortepian
- Sam Yahel – organy Hammonda
- Monte Croft – marimba, wibrafon
- Ellen Westerman – wiolonczela
- Joe Kimura – wiolonczela
- Caryl Paisner – wiolonczela
- Mark Orrin Shuman – wiolonczela
- Sarah Adams – altówka
- Ronald Carbone – altówka
- Crystal Garner – altówka
- Doug Weiss – kontrabas
- Terreon Gully – perkusja
- Jeff Haynes – instrumenty perkusyjne